# Lotus Bakeries
Lotus Bakeries est une entreprise belge, dirigée par Karel Boone et spécialisée initialement dans le spéculoos. Aujourd'hui, elle décline aussi des produits à base de spéculoos (crèmes glacées, pâtes à tartiner) et de frangipane, des pains d'épices, etc.

## Chiffres clés
- Chiffre d'affaires : 663,3 millions d'euros (2020)
- Bénéfice net : 82,54 millions d'euros (2020)
- Nombre d'employés : 2 155[3],[4]

## Produits
- Spéculoos Lotus (« Lotus Biscoff » hors Europe)
- Pâtes à tartiner Spéculoos et Spéculoos Crunchy
- Gaufre Suzy (la chanson Susie Q de Creedence Clearwater Revival est utilisée pour la publicité)
- Biscuits nappés au chocolat Dinosaurus
- Gaufres de Liège

## Historique
En 1932, est fondée la société Biscuits Lotus.
Le 1er janvier 1974, cette société fusionne avec Corona. Le groupe Corona-Lotus a grandi en multipliant les acquisitions pour renforcer sa gamme (Ribert, Cremers, Suzy) et y ajouter des produits localement forts (Petit Breton, Le Glazik, De Bruin, etc), jusqu'à devenir en 2001, le leader de son marché au Benelux et en France. En mars 2001, l'entreprise a décidé de regrouper toutes ses marques sous une seule marque : Lotus. Elle avait décidé d'investir au total 11 millions d'euros cette année-là, notamment dans le lancement d'un nouveau produit, le carré confiture et en continuant à investir dans ses trois nouvelles coentreprises déficitaires : interwaffles (joint-venture 50/50 avec la CNP d'Albert Frère spécialisée dans la fabrication de gaufres et galettes pour les marques de distributeurs; Lotus-Delta (en Tchéquie) et Harry's Benelux (viennoiseries briochées).
Karel Boone, le fils du fondateur Jan Boone, a été un directeur depuis 1966 et a été le directeur général pendant 32 ans depuis 1974, puis le président de la compagnie. En 2012, c'est son frère Mathieu qui reprend le rôle de directeur général.